# جاك ستيرنبيرغ
جاك ستيرنبيرغ (بالفرنسية: Jacques Sternberg)‏ (و. 1923 – 2006 م) هو كاتب، وكاتب سيناريو، وكاتب خيال علمي من بلجيكا، وفرنسا، ولد في أنتويرب، توفي في باريس، عن عمر يناهز 83 عاماً، بسبب سرطان الرئة.

## وصلات خارجية
- جاك ستيرنبيرغ على موقع IMDb (الإنجليزية)
- جاك ستيرنبيرغ على موقع ألو سيني (الفرنسية)
- جاك ستيرنبيرغ على موقع أول موفي (الإنجليزية)
- جاك ستيرنبيرغ على موقع قاعدة بيانات الأفلام السويدية (السويدية)
- جاك ستيرنبيرغ على موقع قاعدة بيانات الفيلم (الإنجليزية)
- جاك ستيرنبيرغ على موقع كينوبويسك (الروسية)